# Enfrentamiento de Kokkina
El Enfrentamiento de Kokkina fue el enfrentamiento e intento de invasión a la zona turcochipriota por parte de Chipre

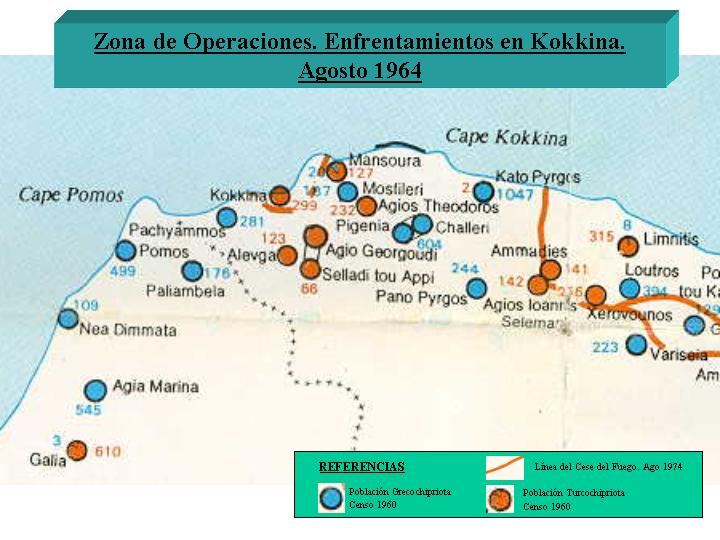
Kokkina. Composición étnica de las localidades de los alrededores - 1960

## Antecedentes
El enclave de los alrededores de Kokkina - Mansoura era uno de los tantos enclaves turcochipriotas de la isla con una particularidad militar: se constutía como una cabeza de playa. Por ello, era considerada peligrosa para los intereses del gobierno chipriota ya que reclamaba que la bahía de Kokkina era empleada para ingresar, por contrabando, a personal y armamento.
En 1963, los turcochipriotas controlaban Kokkina, Mansoura, Alevga, Sellain T'api, y Agios Theodoros, poseyendo, además, posiciones defensivas en las alturas circundantes.
Debido a los incidentes en Nicosia de diciembre de 1963, estudiantes turcochipriotas de Turquía y de Gran Bretaña se ofrecen en Anatolia como voluntarios para defender a su comunidad en la isla. Se les da un breve entrenamiento militar y se los ingresa al enclave de Kokkina en forma clandestina. Entre marzo y junio de 1964 arriban 437 jóvenes en pequeños grupos. En agosto, 103 lo hacen en dos grupos. La falta de liderazgo del TMT en el lugar es subsanada el 1 de agosto de 1964 cuando arriba a Kokkina el coronel Ali Rıza Vuruşkan, primer comandante de esa organización de resistencia junto con Rauf Denktash, el periodista turco Ömer Salih Coşar y un grupo de unos 60 estudiantes más.
A principios de julio, los turcochipriotas fortalecieron sus posiciones en las alturas que rodean las aldeas de la zona. El 10 de julio, el general Georgios Karayiannis, Comandante de la Guardia Nacional, pidió la UNFICYP que elimine la posición turcochipriota de la altura 2188 (3 km al sureste de Pachyammos). El Comandante de la Fuerza evaluó la posición como puramente defensiva y que no constituía una amenaza porque decidió no presionar para su retiro ni desplegar su personal allí. Otra posición turcochipriota, sin embargo, que posiblemente podría haber constituido una amenaza para el camino Pomos / Livadhi / Stavros, fue retirado por UNFICYP el 17 de julio.

A fin de julio de 1964, el gobierno grecochipriota sostenía dos compañías en el lugar desplegadas en las villas de  Pachyammos,  Kato Pyrgos, Mosphileri y Pigenia.
Durante agosto de 1964, el gobierno, a raíz de esa situación, envía al Teniente General Georgios Grivas, héroe de la lucha griega durante la Segunda Guerra Mundial y de la lucha de la independencia chipriota, a enfrentar a las milicias Turcochipriotas.
Para cumplimentar la misión, comienza con un incremento de la fuerza de la Guardia Nacional de Chipre (NG) a través de la introducción clandestina a la isla de armamento y militares griegos. Entre mayo y julio se incorporan 9.000 soldados y 650 oficiales de esa nacionalidad.
La escalada en la zona empezó en los últimos días de julio de 1964 y continuó hasta el 7 de agosto. El día 3 de agosto, 800 hombres de la Guardia Nacional refuerzan Pigenia y Pyrgos. Al día siguiente, las tropas del gobierno posicionadas en los alrededores del enclave eran 1500. EL 7 de agosto, una gran columna, incluyendo vehículos blindados y seis 25-pounder gun, se desplazaron a Pomos, donde entraron en posición. Ese día había un estimado de 2000 efectivos, 6 cañones, 4 Oerlikons 20 mm, varios morteros y blindados. Otros 20 cañones habrían estado en los alrededores de Pafos.
Una de las primeras tareas de Grivas sería abrir la ruta costera Paphos – Kyrenia. Ésta estaba cortada en el extremo norte de las montañas Tylliria, sector bajo control turco con epicentro en las localidades de Mansoura y Kokkina.
UNFICYP tenía una compañía desplegada en la zona. Su asiento se encontraba justo al oeste de Kato Pyrgos con puestos que variaban en tamaño desde tres hasta treinta hombres entre Pachyammos, Agios Georgios, Agios Theodoros, Mansoura, Piyi y Pigenia, enlazados por patrullas móviles. SU repliegue general es ordenado al inicio del ataque.

## Objetivos militares de los greco-chipriotas
- Camino costero Pachyammos - Kokkina - Mansoura - Limnitis.
- Alturas dominantes de la bahía de Kokkina.
- Localidades Turcochipriotas de Alevga, Sellain T'api, Mansoura.

## Operaciones militares
A comienzos agosto de 1964, la Guardia Nacional es concentrada en proximidades de Pachyammos, al SO de Kokkina. Su fuerza era de unos 2000 hombres con cañones 105 mm, morteros, cañones Oerlikon 20 mm y algunos blindados. Frente a ellos había unos 500/600 turcochipriotas armados con armas portátiles, algunos morteros y bazookas.
Los preparativos de Grivas fueron advertidos por UNFICYP. Su comandante pidió al Presidente de Chipre, Makarios que cese la concentración de tropas, hecho que fue negado por éste.
- 3 de agosto de 1964.

La Guardia Nacional de Chipre reforzó con 800 hombres Pigenia y Kato Pyrgos. Ese mismo día, un buque patrullero comienza el patrullaje a unos 700 m de la playa y recibe disparos desde la costa.
- 4 de agosto de 1964:

Continúa el reforzamiento griego de los alrededores del enclave.
- 5 de agosto de 1964:

Se incrementa el intercambio de disparos desde el área de Pigenia, pero ahora se le agregan en armas antitanque sin retroceso, morteros.
- 6 de agosto de 1964:

El General Grivas, con autorización de Makarios, inicia la operación contra los turcochipriotas que ocupaban Kokkina, Mansoura, Alevga, Agios Theodoros y Sellain T'api. Allí se defendían unos 600 estudiantes voluntarios como fuerza principal. Su defensa se facilitaba por las montañas que la rodeaban, la vegetación y disponibilidad de cuevas en el lugar.
La operación, apoyada por fuegos de morteros, se inicia desde la localidad de Agios Georgios.
- 7 de agosto de 1964:

Durante la tarde se reinicia el ataque greco - chipriota. El esfuerzo principal sería realizado desde Pachyammos hacia Kokkina. Habría cuatro ataques secundarios hacia Alevga, Sellain T'api, Agios Theodoros y Mansoura.
Las localidades mencionadas fueron ocupadas el primer día con apoyo de artillería desde Pigenia. Un patrullero colaboró al atardecer haciendo fuego sobre Kokkina y Mansoura.
Las acciones permitieron concluir a Turquía que los ataques estaban siendo llevados a cabo por militares griegos. Durante la tarde, cuatro F100 sobrevuelan Polis y disparan sus cañones al mar en clara acción de demostración de fuerzas.
- 8 de agosto de 1964. Mañana:

Mansoura y Agios Theodoros son evacuadas por los turcochipriotas. Los combatientes lo hacen hacia Kokkina. Las mujeres y niños lo son a Kato Pyrgos por parte de UNFICYP, donde existía el campo de una compañía del contingente de Suecia. Allí llegan 200 refugiados.
- 8 de agosto de 1964. Tarde:

Durante la tarde habían caído todas las localidades turcochipriotas excepto Kokkina, donde se agolpaban unos 700 refugiados. UNFICYP solicitó un alto al fuego para evacuar mujeres y niños pero le fue negado por la NG.
Se produce un ataque aéreo a las posiciones de la NG en los alrededores de Kokkina, Kato Pyrgos y Polis. Un buque grecochipriota es atacado, logrando desplazarse hacia Xeros, donde se hunde (5 muertos y 13 heridos).
Un piloto turco (Capitán Cengiz Topel) se debe eyectar al este de Xeros. Cae con vida pero es linchado por los grecochipriotas. Es enviado al hospital de Nicosia donde muere.
El Comandante de UNFICYP reclama a Makarios un inmediato cese al fuego que rechaza. Esta fuerza solicita la evacuación de los refugiados desde Kato Pyrgos hacia Lefka. Esto es autorizado por gestiones ante el mismo Makarios. Se efectúa una evacuación de 40 en vehículos blindados de Naciones Unidas. La próxima evacuación es negada por lo que el resto de la gente es enviada a Kokkina con posterioridad.
El primer ministro griego, Papandreu, ante la posibilidad que el conflicto se extienda, presiona a Makarios para que detenga las operaciones.
Grivas continúa con las acciones debido a que aún no había ocupado Kokkina.
- 9 de agosto de 1964:

La FAT ejecuta dos nuevos ataques a la NG y a localidades próximas. Hunden el patrullero que el día anterior había bombardeado el lugar. Los ataques ponen fin a las operaciones.
El Consejo de Seguridad de las Naciones Unidas adopta una resolución llamando al cese al fuego.
- Noche 9 /10 de agosto de 1964:

Se acata el cese al fuego.
- 10 de agosto de 1964:

En la madrugada, el gobierno Chipriota informa que dos destructores turcos se encuentran anclados a la altura de Mansoura y que se encontraban descargando gente a botes previo a su envío a Kokkina. UNFICYP envía un oficial del contingente Sueco que arriba en horas de la mañana. Son detectados dos torpederos que habían descargado abastecimiento pero no se confirma la presencia de los destructores ni de personas desembarcadas.
Durante la mañana, dos aviones turcos ametrallan la localidad de Polis. Diez civiles son heridos.
- Noche del 12/13 de agosto de 1964:

Un patrullero turco desembarca provisiones en Kokkina.

## Evolución de la Situación y Eventos Posteriores
A partir del cese al fuego, la situación en el lugar se caracterizó por ser tranquila, con esporádicas rupturas al alto al fuego. Luego de los combates, la defensa quedó en manos de unos 500 combatientes bien armados. Las fuerzas gubernamentales mantuvieron un gran número de tropas alrededor de la cabeza de puente y  mejorado sus fortificaciones. Los turcochipriotas, sitiados, sufrieron escasez de alimentos.
Para los estudiantes de Kokkina, una vez terminada la lucha, su sensación fue de olvido y de estar atrapados habiendo perdido las aldeas de alrededores, sin fuentes de recursos ni de información. Junto con los refugiados en Kokkina, debieron pasar más de un año en el lugar, muchas veces al borde de la hambruna. Esto creó un efecto devastador en ellos que los puso en un estado de insurrección, con desobediencias e irrespetuosidad a sus superiores. Sezai Sezgin, psiquiatra, fue enviado al lugar para evaluar la situación. Concluyó que el aburrimiento y el cansancio producidos por la vida en trinchera y la monotonía causaban falta de sueño, irritación y declinación de la capacidad de combate. Esta situación de indisciplina generó que las autoridades militares evalúen la evacuación.
El 27 de enero de 1966, casi un año y medio después de los enfrentamientos, 425 estudiantes que participaron en la lucha agosto de 1964, son trasladados por gestión y bajo la custodia de UNFICYP a Xeros, desde donde embarcan rumbo a Turquía en un buque de provisto por Cyprus Mines Corporation. Se suman al contingente 46 estudiantes de Nicosia y 41 de Limnitis. La zarpada fue el 28 a las 0330, rumbo a Turquía.
Desde entonces, Kokkina se mantuvo en manos de los turcochipriotas hasta el día de hoy.

## Bajas[6]
Greco  - chipriotas: 53 muertos y 125 heridos.
Turco - chipriotas: 10 muertos, 4 desaparecidos y 32 heridos.

## Lectura adicional
- Imágenes del Enclave  Archivado el 25 de febrero de 2005 en Wayback Machine.

- Datos: Q3434446